# 計器飛行方式
計器飛行方式 (けいきひこうほうしき、厳密には計器飛行方式による飛行、英: instrument flight rules、略称はIFR）とは、目視及び航空計器の両方を駆使し、常に航空管制官の指示に従って行う飛行・並びに管制圏及び管制区の外においては航空管制運航情報官が提供する情報を常時聴取して行う飛行の事である。
この方式で飛行することにより、有視界飛行方式（VFR）における気象の制限は無くなることが重要である。
一方、『計器飛行』とは、航空機の姿勢・高度・位置及び針路の測定を計器のみに依存して行う飛行のことであり、また『計器航法による飛行』とは、航空機の位置及び針路の測定を計器のみに依存して行う飛行のことである。両者はよく似た用語なので混同しないように注意されたい。
たとえIFR中であったとしても、好天下(すなわち有視界気象状態、英: Visual Metrorogical Condition、略称はVMC）では自機の航路上に有視界飛行方式で飛行中の航空機がいることもあるので、窓の外を肉眼で目視することも必要である。これを操縦者の見張り義務という。また、飛行中にVFRからIFRに切り替えることも（その逆も）出来る。
IFRを行うときは、出発の二時間より前に飛行計画書を提出する。この飛行計画書と近隣の管制区からの通報とに基づいて、管制官は自分の担当区域の航空交通を把握している。よって、IFRでは雲の中で全く窓の外が見えないような状態であっても、計器によって現在位置・高度などを正確に把握し、更に管制官の指示によって飛行中の他の航空機（気球も含む）などの障害物を避けながら安全に飛行を続けられる。今日ではたとえ雲一つない晴天下であろうとも、二つの飛行体の相対速度が2,000 km/h程度にもなることが多く、航空路とアビオニクスが発達している現代においては、（空中衝突防止の観点から）定期便の航空機はすべてこの方式で運航されている。また定められた気象条件（例えば視程、雲との距離など）を満たさない場合には、定期便であるかどうかにかかわらず、すべての種類の航空機（飛行機、回転翼機、滑空機、飛行船）はIFRで飛行しなければならない。
着陸時にも計器着陸装置などのアビオニクスを併用することが一般的となっているが、フレアー（機首の引き起こし操作）など感覚に頼る面が多いため、計器だけを注視しているとハードランディングになるという指摘もある。
計器飛行、計器航法による飛行（所定の距離及び時間内、非常などのときを除く）及びIFRを行うには、計器飛行証明という技能証明を取得しなければならない。ただし、飛行機の定期運送用操縦士及び准定期運送用操縦士はその資格取得時に計器飛行証明と同等の内容を含む試験を受けているため、それらの資格だけで計器飛行などを行うことができる。自家用操縦士及び事業用操縦士資格には含まれていない。